# Grégory Magne
Grégory Magne est un scénariste et réalisateur français, né en 1976. Il a également été journaliste et navigateur.

## Biographie

### Enfance et vie privée
Grégory Magne passe son enfance en Bourgogne. Il est marié à une Américaine et a une fille[réf. nécessaire].

### Expériences de journaliste et de navigateur
Il exerce tout d'abord comme journaliste, travaillant pour Le Parisien, puis devient navigateur. 
En 2007, il participe, entre autres, à la Transat 6,50, une course transatlantique à la voile en solitaire entre La Rochelle et Salvador de Bahia (Brésil). Cette expérience est relatée dans son premier documentaire Vingt-quatre heures par jour de mer. La même année, il écrit un livre sur la Coupe de l'America.

### Carrière de réalisateur
Il écrit et réalise autant des documentaires que de la fiction. Jusqu'en 2012, il travaille en collaboration avec Stéphane Viard avec qui il signe L'Air de Rien, premier long-métrage pour le cinéma, avec Grégory Montel et le chanteur Michel Delpech dans son propre rôle. Il est influencé par des films comme Western de Manuel Poirier ou Tandem de Patrice Leconte, affectionnant les rencontres amicales et les duos improbables lancés sur les routes de France et obligés d'échanger dans une aventure commune,. Les Parfums, son deuxième long-métrage, met en scène Emmanuelle Devos, Grégory Montel, Gustave Kervern, Zélie Rixhon, mais aussi Sergi Lopèz et Sacha Bourdo, les deux héros de Western. 

## Filmographie
Sauf indication contraire, les informations mentionnées dans cette section peuvent être confirmées par les bases de données cinématographiques  présentes dans la section « Liens externes ».
Sauf précision contraire, Grégory Magne est à la fois réalisateur et scénariste.

### Cinéma
- 2012 : L'Air de rien - coréalisé et coécrit avec Stéphane Viard[10],[11])
- 2020 : Les Parfums[12],[13])
- 2025 : Les Musiciens[14]

### Télévision
- 2007 : Vingt-quatre heures par jour de mer (documentaire) - coréalisé et coécrit avec Stéphane Viard[15])
- 2008 : Pris dans la toile (documentaire) - coréalisé et coécrit avec Stéphane Viard
- 2009 : Le Tube chaotique (documentaire, diffusé dans l'émission Un soir avec... sur France 5) - coréalisé et coécrit avec Stéphane Viard[16])
- 2014 : Tabarly / Colas, vents contraires (documentaire diffusé dans l'émission Duels sur France 5)[17]
- 2015 : Dring (websérie)[18]
- 2018 : Jour de défaite : Perdre en politique (documentaire)[19]

## Distinctions
Sauf indication contraire, les informations mentionnées dans cette section peuvent être confirmées par les bases de données cinématographiques  présentes dans la section « Liens externes ».

### Récompenses
- Webfest Berlin 2015 : meilleure comédie pour Dring[20]
- Web Program Festival 2015 : Grand Prix du jury pour Dring[21]
- Raindance WebFest (Londres) 2015 : meilleur casting au pour Dring[22]
- Festival FCTVE de Chengdu 2015 : programme le plus innovant pour Dring[23]

### Nominations et sélections
- Festival Étonnants Voyageurs de Saint-Malo 2008 : pour[Quoi ?] Vingt-quatre heures par jour de mer[24]
- Festival du film de Cabourg, journées romantiques 2012 : prix Premiers rendez-vous pour L'Air de rien.
- Champs-Élysées Film Festival 2012 : pour[Quoi ?] L'Air de rien[25]
- Festival du film grolandais 2012 : pour[Quoi ?] L'Air de rien[26]
- Festival du film francophone d'Angoulême 2012[Quoi ?][27]
- Festival Étonnants Voyageurs de Saint-Malo 2014 : pour[Quoi ?] Vents contraires
- Festival des créations télévisuelles de Luchon 2015 : pour[Quoi ?] Dring[28]
- Webfest Berlin 2015 : pour[Quoi ?] Dring
- Festival Séries Mania 2015 : pour[Quoi ?] Dring[29]
- Raindance WebFest (Londres) 2015 : pour[Quoi ?] Dring[22]
- Festival FCTVE de Chengdu 2015 : pour[Quoi ?] Dring[23]
- Festival du film de Cabourg 2020 : sélection officielle en compétition pour Les Parfums